# 錦亭鳴蟲
錦亭 鳴蟲（きんてい めいちゅう、生没年不詳）とは、江戸時代の浮世絵師。

## 来歴
師系・経歴不明。文政2年（1819年）刊行の滑稽本『丘釣話』（岡山鳥作）の挿絵を描いたのが知られる。北斎流の画風といわれる。